# Dayton Aviation Heritage National Historical Park
Il Dayton Aviation Heritage National Historical Park è un parco nazionale storico degli Stati Uniti a Dayton, Ohio, che commemora tre importanti figure storiche: Wilbur e Orville Wright e il poeta Paul Laurence Dunbar.

## Storia del parco
L'idea dell'attuale Dayton Aviation Heritage National Historical Park è stata concepita per la prima volta da Jerry Sharkey. Gran parte del quartiere di Dayton, dove Orville e Wilbur Wright avevano vissuto e lavorato, è stato distrutto negli anni '70. L'incuria, le rivolte degli anni '60 e un progetto autostradale avevano raso al suolo gran parte del quartiere. Oltre ai siti dei fratelli Wright, il nuovo parco ha conservato anche la casa museo di Paul Laurence Dunbar, acclamato poeta afroamericano e amico dei fratelli Wright.